# Château d'Ellinge
Le Château d'Ellinge est un château qui se trouve au municipalité d'Eslöv, Scanie, dans le sud de la Suède. 

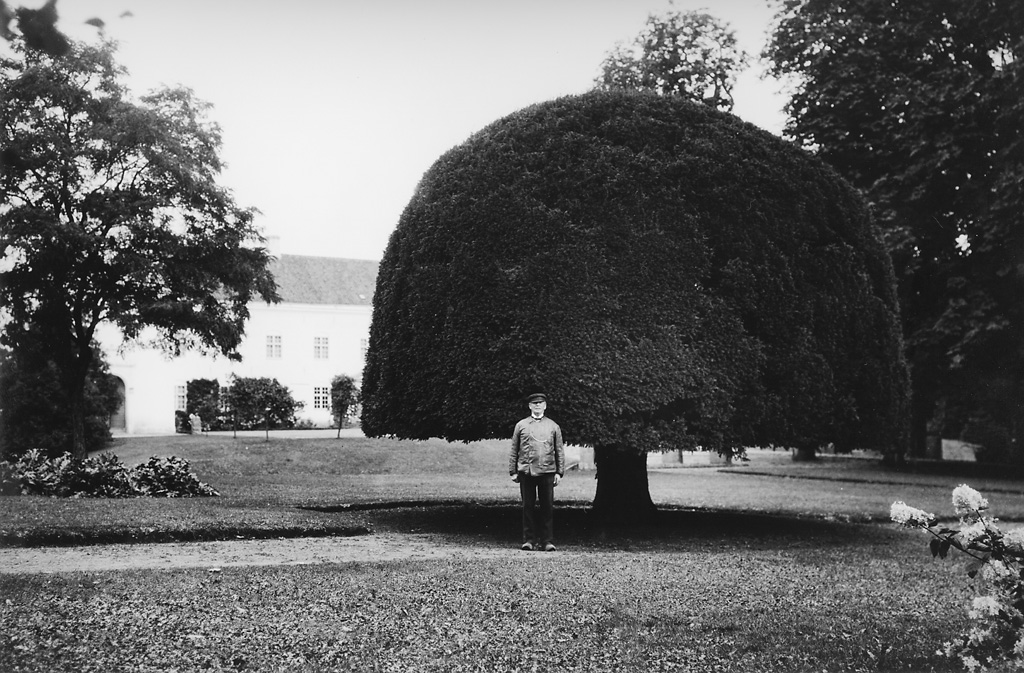
Un if au château qui avait 100 ans lors de la prise de cette photo en 1927.

Le château (qui date des années 1100) accueille des événements, avec 11 chambres pour une capacité de 22 personnes pour la nuit. L'extérieur a des murs blanchis à la chaux.

## Histoire du Château
L'histoire du Château peut être retracée au moins aussi loin que les années 1000 avec l'une des premières familles qui possédaient Ellinge se nommait Kvite. Le domaine s'est ensuite rendu à la maison de Galien au début des 1200, quand on découvre que c'est un manoir défendable adapté à la fois pour l'agriculture et avec la capacité de loger beaucoup de gens. Ellinge se rendit ensuite à la famille Erlandsen.
En 1371 le domaine a été acheté par Peder Axelsson Thott. Il est resté dans sa famille, fonctionnant comme un ranch de bétail jusqu'à 1395, quand Niels Svendsen Chevron a pris possession. Le domaine était alors en possession de la famille Sparres jusqu'à 1505. En 1505, Ellinge donné à la couronne danoise et a ensuite été vendu en 1511 au conseiller danois-norvégien Henry Krummedige. Ellinge est mentionné dans le cadre de l'une des nombreuses batailles danois-suédois qui ont eu lieu pendant cette période. Un délégué agricole décrit dans une lettre à son maître le pillage d'Ellinge par Søren Norby dans la rébellion en Scanie qui se déroule à l'époque. On décrit comment des noyers poussent sur le domaine à cette époque ; des noyers peuvent encore être vus sur le domaine dans les temps modernes.
Dans un rapport écrit, Christoffer Walkendorff, qui était le directeur d'Ellinge de 1640-1690, décrit la propriété comme ayant une cour avec un groupe de maisons à quatre ailes et une grange, le tout est entouré par un fossé. À partir d'images de l'époque, il semble avoir eu un jardin composé d'un parterre de broderie. Il est également très probable qu'il y ait un jardin potager, quelque part à l'intérieur ou à l'extérieur du fossé.
Autour de 1650-1730, pas beaucoup a été fait avec la propriété en raison des nombreuses guerres dans le sud de la Suède. En 1690, Hans Walkendorff prend charge d'Ellinge de son père. Hans était un alcoolique et ne s'en occupe pas. Très endetté, Hans a vendu la propriété délabrée à Margareta von Ascheberg, qui, avec son mari auparavant, a prêté de l'argent à Walkendorff. Margareta était également propriétaire de nombreux autres domaines, et elle a fait peu pour réparer Ellinge. Le domaine a ensuite été donnée à son beau-fils Wilhelm Bennet, baron et gouverneur de Halland, en 1724. Wilhelm a commencé des réparations majeures à Ellinge en 1735; il a démoli la plupart des bâtiments de la cour à l'exception du bâtiment principal. Il a fera des changements majeurs; les ailes ont été démolies et la maison a été réduit d'un étage pour donner une maison de deux étages. Deux nouvelles cabines à colombages ont été construites aux extrémités nord et sud de la propriété. Une description écrite de la propriété de cette époque décrit aussi trois jardins, dont l'un était situé à l'intérieur du fossé, où il a entouré le bâtiment principal et l'aile sud.
En 1783, le domaine a une malterie où la bière a été produite. À l'est de la cour du château était un atelier de forgeron et trois maisons pour les artisans. Le pâturage n'est pas détaillé dans un tableau du domaine, ce qui suggère que c'était pour un usage privé. Au sud de la rivière Braan, près de l'angle sud de la cour, était Damstorps (un moulin à farine). À l'est du moulin, dans la rivière, se trouve une île appelée Aholmen, qui a été utilisé par la noblesse d'Ellinge dans la seconde moitié des années 1700 pour un but inconnu. Le château était encore dans la famille von Ascheberg à ce moment.
Un croquis par Adolf Fredrik Barnekow appelé "Plan D'Ellinge" dessiné en 1768 montre l'aménagement paysager en trois parties à l'ouest du château, conformément aux sources antérieures. Le fossé est également visible avec des blocs de culture rectangulaires disposés des deux côtés de l'allée.
Les prochains propriétaires référencés d'Ellinge sont Carl Fredrik Dücker et Christina Brita Bennet, qui possédaient Ellinge de 1740-1790 . Dans les années 1800, Ellinge a eu trois propriétaires différents. Le premier, Carl Fredrik Dücker II, fait une carrière dans l'armée, au cours de laquelle l'aspect général n'a pas beaucoup changé. Les propriétaires suivants sont nommés  Charles Frederick Dücker III et Christian Fredrik Wrangel.
Une carte de 1827 montre le domaine en grande partie inchangé depuis les années 1700. La région au sud du château, à l'extérieur du fossé, est vu dans une carte de 1827, ce qui semble être planté librement avec des arbres. Il s'agit d'une zone inaccessible située sur une colline entre le fossé et la rivière Braan, les arbres servent peut-être de brise-vent ou sont tout simplement utilisés pour embellir le cadre du château. Un entrepôt a été ajouté à l'ouest du palais peu après 1760. Un parc sur le côté sud (appelé Parc du distillerie) contient une distillerie avec deux grandes maisons (l'évolution de la malterie des années 1700). La distillation de spiritueux était une source importante de revenu pour la ferme en transformant le maïs et les pommes de terre en alcool pour en vendre la liqueur résultante. Quelque temps entre 1890-1891 et 1913, le bâtiment de la distillerie a été démolie et les opérations de la distillerie serton déplacées vers l'ouest, au-delà de l'aménagement paysager de la propriété.
En 1828, le lieutenant Carl Fredrik Dücker III hérite Ellinge de son père. Il serait propriétaire du terrain pendant 61 ans jusqu'à sa mort en 1889. Pendant ce temps, Dücker III a pris congé de l'armée et s'engage à la gestion de son domaine. Il a rénové la propriété et a développé la partie agricole de la propriété. Dücker III sera célibataire toute sa vie et fait d'Ellinge un point focal pour les jeunes universitaires, les écrivains, le vicaire de la paroisse et plusieurs prêtres, qui, comme lui, étaient des humanistes et qui partagent son intérêt pour la littérature et pour l'art. Il a également soutenu financièrement de jeunes artistes. En 1854 Dücker III a apporté des améliorations au bâtiment principal. Dans le cadre de ceci il démolit l'aile nord et a construit plusieurs nouveaux bâtiments de granges au nord des anciens, qui resteront en place.
Pendant le temps de Dücker III le parc et les jardins autour d'Ellinge subiront une transformation fondamentale. Dücker III a créé un parc romantique avec un système de chemins sinueux quelque temps entre 1827 et 1890, visant à créer un endroit plus romantique de sa propriété. Dücker III embauchera des jardiniers pour s'occuper des divers jardins du domaine.
Dans la zone située au sud d'une grande prairie traversée par la rivière Braan était une source naturelle riche en minéraux qui a été utilisé par les autorités locales, les paysans et la petite noblesse, autour de laquelle était un pavillon de spa. Il y avait les installations nécessaires pour ceux qui voulaient venir boire de son eau saine attestée par certificat médical. Aujourd'hui, la source est partiellement cachée sous les arbres, mais elle coule toujours de l'eau colorée de rouille. Les restes de la station thermale sous la forme de grosses pierres existent encore.
La veuve de Dücker III, la comtesse Dücker, vivait encore dans le château jusqu'à sa mort en 1897.
Christian Fredrik Wrangel, le fils de la nièce de Dücker III, a hérité Ellinge en 1889. L'aile sud datant des années 1700 a été démoli dans les années 1910, donnant le château son look actuel. Le nouveau couple propriétaire n'a jamais vécu au château et il restera inhabité pendant 53 ans jusqu'en 1950 quand il a été vendu aux enchères.
Le Purity Vodka Distillery se trouve à présent sur la propriété, fabriquant du vodka de luxe.

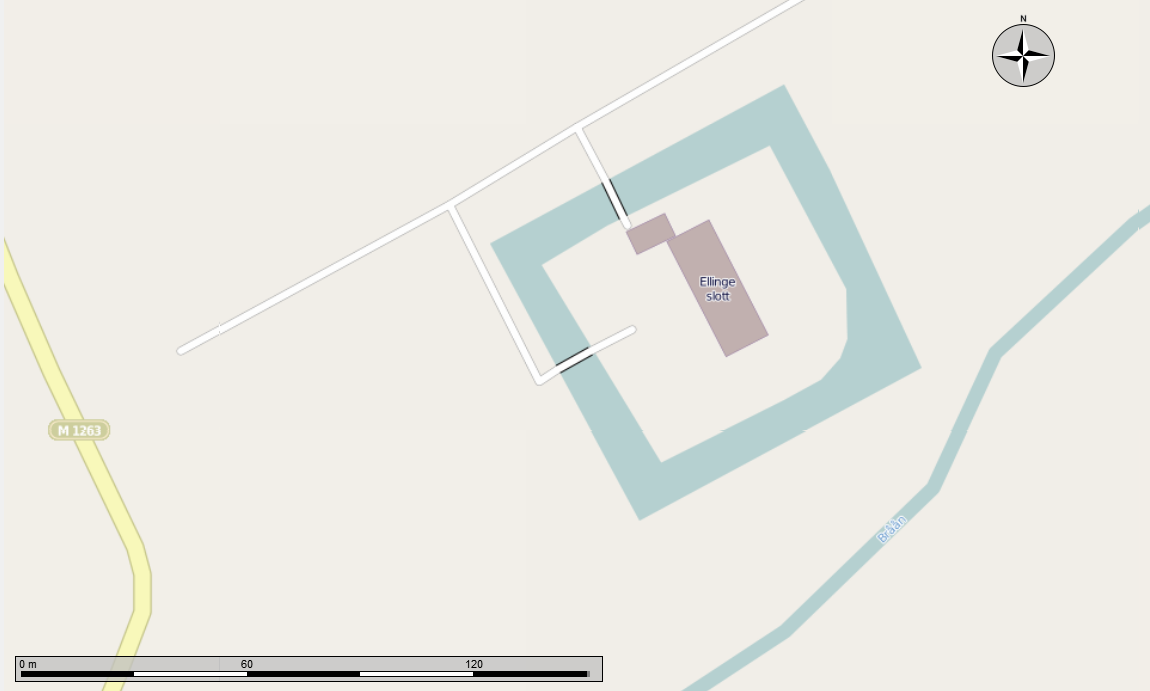
Carte montrant le fossé carré entourant la propriété.